# Dismidila obscura
Dismidila obscura là một loài bướm đêm trong họ Crambidae.